# Isak Enefelt
Isak Nilsson Enefelt (tidigare Enander), född 1627 i Västra Eneby församling, Östergötland, död i november 1678, var en svensk assessor.

## Biografi
Isak Enefelt föddes 1627 i Västra Eneby församling. Han var son till kyrkoherden Nicolaus Petri. Enefelt blev 17 september 1644 student vid Uppsala universitet och 5 september 1649 vid Greifswalds universitet. Han blev sedan sekreterare hos hertig Adolf Johan på Stegeborg. Därefter blev han hans hauptman på Vadstena slott och ståthållare över hans gods i Sverige. Enefelt adlades 1 mars 1660 till Enefelt och introducerades 1660 som nummer 671. Den 16 mars 1665 blev han politikommissarie i kommerskollegium och 7 december 1666 assessor vid kommerskollegium. Enefelt avled 1678 och begravdes 1 november 1681 i Skällviks kyrka.
Enefelt ägde gårdarna Bjälbo i Bjälbo socken, Degerhov i Skällviks socken och Ytterby i Bohuslän.

### Familj
Enefelt gifte sig i juli 1665 med Catharina Prytz (1637–1716). Hon var dotter till biskopen Andreas Johannis Prytz i Linköpings stift och Catharina Stiernfelt. De fick tillsammans barnen fänriken Nils Enefelt (1666–1680) vid Bergsregementet, Catharina Enefelt (död 1671), Helena Enefelt (död 1725) och Barbro Enefelt (död 1689).